# Thomas Schönlebe
Thomas Schönlebe (Frauenstein, 6 agosto 1965) è un ex velocista tedesco, campione mondiale dei 400 metri piani a Roma 1987 ed  ex primatista europeo della specialità.
Vanta inoltre un titolo mondiale indoor nel 1985 e un titolo europeo indoor nel 1986, nonché due argenti europei all'aperto (1986 e 1990). Ha fatto parte della staffetta 4×400 m tedesca con cui ha vinto un titolo mondiale indoor nel 1991 e un bronzo ai Mondiali casalinghi di Stoccarda 1993.

## Biografia
Sino ai Mondiali di Helsinki 2005, allorché si aggiudicò il titolo di campione del mondo lo statunitense Jeremy Wariner, Schönlebe era stato, a Roma 1987, l'ultimo bianco a vincere la gara sul "giro della morte", allorché si aggiudicò la vittoria a tempo di record europeo, fermando il cronometro sui 44"33.

## Record nazionali

### Seniores
- 400 metri piani: 44"33 ( Roma, 3 settembre 1987)
- 400 metri piani indoor: 45"05 ( Sindelfingen, 5 febbraio 1988)
- Staffetta 4×400 metri: 2'59"86 ( Erfurt, 23 giugno 1985) (Frank Möller, Matthias Schersing, Jens Carlowitz, Thomas Schönlebe)
- Staffetta 4×400 metri indoor: 3'03"05 ( Siviglia, 10 marzo 1991) (Rico Lieder, Jens Carlowitz, Karsten Just, Thomas Schönlebe)

## Palmarès
| Anno                                 | Manifestazione  | Sede       | Evento      | Risultato        | Prestazione | Note             |
| ------------------------------------ | --------------- | ---------- | ----------- | ---------------- | ----------- | ---------------- |
| In rappresentanza della Germania Est |                 |            |             |                  |             |                  |
| 1983                                 | Mondiali        | Helsinki   | 400 m piani | 6º               | 45"50       |                  |
| 1985                                 | Mondiali indoor | Parigi     | 400 m piani | Oro              | 45"60       |                  |
| 1986                                 | Europei indoor  | Madrid     | 400 m piani | Oro              | 46"97       |                  |
| 1986                                 | Europei         | Stoccarda  | 400 m piani | Argento          | 44"63       |                  |
| 1987                                 | Mondiali        | Roma       | 400 m piani | Oro              | 44"33       | Record europeo   |
| 1988                                 | Giochi olimpici | Seul       | 400 m piani | Semifinale       | 44"90       |                  |
| 1988                                 | Giochi olimpici | Seul       | 4×400 m     | 4º               | 3'01"13     |                  |
| 1990                                 | Europei         | Spalato    | 400 m piani | Argento          | 45"13       |                  |
| In rappresentanza della Germania     |                 |            |             |                  |             |                  |
| 1991                                 | Mondiali indoor | Siviglia   | 4×400 m     | Oro              | 3'03"05     | Record nazionale |
| 1992                                 | Giochi olimpici | Barcellona | 400 m piani | Quarti di finale | 45"46       |                  |
| 1992                                 | Giochi olimpici | Barcellona | 4×400 m     | Batteria         | dnf         |                  |
| 1993                                 | Mondiali        | Stoccarda  | 4×400 m     | Bronzo           | 2'59"99     |                  |
| 1996                                 | Giochi olimpici | Atlanta    | 4×400 m     | Batteria         | 3'05"16     |                  |

## Altre competizioni internazionali
1983
- Coppa Europa di atletica leggera ( Londra)

1985
- Argento in Coppa del mondo ( Canberra), 400 m piani - 44"72

1994
- Coppa Europa di atletica leggera ( Birmingham)